# Surenes
Surenes o Surena (Surenas) va ser un ishpabadh (cap de l'exèrcit, general) part.
El seu nom persa era Rustaham Suren-Pahlav i Surenes o Surena era un títol hereditari. Va néixer al començament del segle i aC (potser l'any 84 aC). Plutarc l'esmenta com un noble considerat el segon personatge del regne.
La seva família tenia l'honor hereditari de coronar als reis. Va participar en diverses campanyes sota el rei Orodes II de Pàrtia al que va ajudar a recuperar el tron, i es va destacar especialment en la conquesta de Selèucia del Tigris l'any 54 aC (on va ser el primer a escalar les muralles), però la seva victòria més notable és la que va obtenir sobre Cras el triumvir a la batalla de Carres l'any 53 aC. Cras dirigia set legions, forces molt superiors a les de Surenes. Vint mil romans van morir i deu mil van caure presoners i deportats a la Margiana com esclaus. Aquesta victòria va convertir a Surenes en heroi nacional. Orodes II en va desconfiar i al cap de poc temps el va fer executar (52 aC).